# Maleka Japhet Mbala
Maleka Japhet Mbala (* 28. März 1998 in Ludwigsburg) ist ein deutscher American-Football-Spieler auf der Position des Linebackers. Seit der Saison 2021 steht er bei Stuttgart Surge in der European League of Football (ELF) unter Vertrag.

## Werdegang
Stuttgart Scorpions
Mbala begann im Alter von 13 Jahren beim Rot-Weiss Stuttgart zunächst mit dem Basketball, ehe er 2015 in der U17 der Stuttgart Scorpions mit dem American Football anfing. In der Jugend wurde er sowohl als Linebacker als auch als Runningback eingesetzt. Nach der Saison 2017 wurde er teamintern als Defensivspieler des Jahres ausgezeichnet. Zur GFL-Saison 2019 wurde Mbala in das Herrenteam der Scorpions aufgenommen. Er kam als Rookie in 13 Spielen zum Einsatz und erzielte dabei 21 Tackles und eine Interception. Mbala stand auch im Jahr 2020 im Kader der Scorpions, allerdings fand aufgrund der pandemiebedingten Absage der GFL-Saison kein Spielbetrieb statt.
Stuttgart Surge
Zur historisch ersten Saison der European League of Football 2021 wurde Mbala von der Stuttgart Surge unter Cheftrainer Martin Hanselmann verpflichtet. Mbala verzeichnete 34 Tackles und einen Sack. Die Saison schloss Surge mit einer Bilanz von 2–8 außerhalb der Playoffs-Ränge ab. Ende Januar 2022 gab Stuttgart Surge die Verlängerung mit Mbala um eine weitere Saison bekannt. Aufgrund einer Fußverletzung verpasste er weite Teile der Saison.

## Statistiken
| Jahr                          | Team            | Spiele 1 | Tackles | Tackles | Tackles | Tackles | Tackles | Pass Defense | Pass Defense | Pass Defense | Pass Defense | Pass Defense | Fumbles | Fumbles | Fumbles |
| Jahr                          | Team            | Spiele 1 | Total   | Solo    | Ast     | TFL     | Sack    | INT          | YDS          | TD           | BU           | PD           | FF      | FR      | TD      |
| ----------------------------- | --------------- | -------- | ------- | ------- | ------- | ------- | ------- | ------------ | ------------ | ------------ | ------------ | ------------ | ------- | ------- | ------- |
| European League of Football   |                 |          |         |         |         |         |         |              |              |              |              |              |         |         |         |
| 2021                          | Stuttgart Surge | 09       | 34      | 14      | 20      | 3,5     | 1,0     | 0            | 0            | 0            | 0            | 0            | 0       | 0       | 0       |
| 2022                          | Stuttgart Surge | 04       | 13      | 10      | 03      | 0,5     | 0,0     | 1            | 1            | 0            | 0            | 1            | 0       | 0       | 0       |
| ELF Gesamt                    | ELF Gesamt      | 13       | 47      | 24      | 23      | 4,0     | 1,0     | 1            | 1            | 0            | 0            | 1            | 0       | 0       | 0       |
| stats.europeanleague.football |                 |          |         |         |         |         |         |              |              |              |              |              |         |         |         |

## Privates
Mbala ist Webdesigner.